# Politiezone HEKLA
De Politiezone HEKLA (zonenummer 5349) is een politiezone die zich uitstrekt over de Antwerpse gemeenten Hove, Edegem, Kontich, Lint en Aartselaar. Zij behoort tot het gerechtelijk arrondissement Antwerpen.
De politiezone werd opgericht op 1 januari 2002 bij Koninklijk Besluit van 14 april 2002, gepubliceerd in het Belgisch Staatsblad van 11 mei 2002. De vroegere korpsen van gemeentepolitie van de vijf voornoemde gemeenten en de brigades van de rijkswacht van Kontich en Aartselaar vormden de basis voor de nieuwe politiezone. De politiezone HEKLA werd destijds een van de 196 zones van lokale politie.
De eerste korpschef bij de oprichting van de politiezone in 2002 was hoofdcommissaris Frank Noël. Hij werd benoemd bij Koninklijk Besluit van 23 november 2001 en legde op 14 december 2001 de eed af als eerste korpschef van de politiezone HEKLA. Het mandaat werd tweemaal verlengd (Koninklijk Besluit 1 september 2006 "2007-2012" en Koninklijk Besluit 12 september 2011 "2012-2017"). Dit laatste mandaat ging in op 1 januari 2012. Korpschef Frank Noël overleed echter op 23 januari 2013. 
Op 23 december 2013 droeg de politieraad hoofdcommissaris Lee Vanrobays voor als nieuwe korpschef. Zijn benoeming werd op 14 februari 2014 bekrachtigd bij Koninklijk Besluit en hij legde op 24 januari 2014 de eed af als hoofdcommissaris-korpschef voor een mandaatfunctie van vijf jaar. Zijn mandaat werd niet verlengd.
Op 27 februari 2019 droeg de politieraad hoofdcommissaris Ivo Vereycken voor als nieuwe korpschef. Bij Koninklijk Besluit van 26 april 2019 werd Ivo Vereycken aangewezen als korpschef van politiezone HEKLA voor een termijn van vijf jaar. Op maandag 20 mei legde Vereycken officieel de eed af uit de handen van burgemeester-voorzitter Koen Metsu.
De politiezone verzorgt de basispolitiezorg voor zo'n 72.500 inwoners over een oppervlakte van 5.478 ha.
Het korps bestaat theoretisch uit 136 operationele en 28 administratieve en logistieke medewerkers.
Sinds mei 2008 is het hoofdcommissariaat van deze politiezone gevestigd in een gebouw dat gelegen is te Edegem aan de Prins Boudewijnlaan 43a.
De buurzones van de politiezone HEKLA zijn: de politiezones Antwerpen, MINOS (Mortsel, Wijnegem, Wommelgem, Borsbeek en Boechout), RUPEL (Boom, Rumst, Hemiksem, Niel en Schelle), Lier en BODUKAP (Bonheiden, Duffel, Sint-Katelijne-Waver en Putte).

## Trivia
- De complementaire naam van de politiezone 5349, HEKLA, is een acroniem gevormd door de eerste letter van de vijf gemeenten waarover de politiezone zich uitstrekt.